# Torrent de l'Alguer
El Torrent de l'Alguer és un torrent afluent per l'esquerra del Cardener que fa la major part del seu curs pel terme municipal de Navès per bé que el tram final transcorre pel d'Olius. Desguassa a l'interior del Pantà de Sant Ponç.

## Municipis per on passa
Des del seu naixement, el Torrent de l'Alguer passa successivament pels següents termes municipals.
|                                      | Longitud (en m.) | % del recorregut |
| ------------------------------------ | ---------------- | ---------------- |
| Per l'interior del municipi de Navès | 4.941            | 61,99%           |
| Per l'interior del municipi d'Olius  | 1.906            | 38,01%           |

## Xarxa hidrogràfica
La xarxa hidrogràfica del Torrent de l'Alguer està integrada per 20 cursos fluvials que sumen una longitud total de 16.577 m.

### Vessants
|                  | nombre de subsidiaris | Longitud total (en m.) |
| ---------------- | --------------------- | ---------------------- |
| Vessant dret     | 4                     | 1.477 m.               |
| Vessant esquerre | 15                    | 10.085 m.              |

### Distribució per termes municipals
| Municipi | Longitud que hi transcorre |
| -------- | -------------------------- |
| Navès    | 13.063 m.                  |
| Olius    | 3.851 m.                   |

### Afluents destacables
- Rasa de Cal Maiet